# Sebacinsäurebis(2,2,6,6-tetramethyl-4-piperidyl)ester
Sebacinsäurebis(2,2,6,6-tetramethyl-4-piperidyl)ester ist eine chemische Verbindung aus der Gruppe der HALS (englisch hindered amine light stabilizer), die als UV-Stabilisator verwendet wird, wo sie unter dem Markennamen Tinuvin 770 bekannt ist. Tinuvin 770 wird PP, EPDM, PS,  ABS, SAN, ASA und Polyurethanen zugegeben. Die Effizienz ist im Gegensatz zu UV-Absorbern unabhängig von der Schichtdicke.

## Wirkungsweise
Die Verbindung wirkt als so genannter Radikalfänger, der durch Licht gestartete Radikalkettenreaktionen, die zum Abbau der Polymere führen, unterbricht.